# Гетто в Камене (Лепельский район)
Гетто в Ка́мене (лето 1941 — 17 сентября 1941) — еврейское гетто, место принудительного переселения евреев посёлка Камень Лепельского района Витебской области и близлежащих населённых пунктов в процессе преследования и уничтожения евреев во время оккупации территории Белоруссии войсками нацистской Германии в период Второй мировой войны.

## Оккупация Каменя и создание гетто
Реализуя нацистскую программу уничтожения евреев, немцы создавали гетто почти во всех городах и населённых пунктах Беларуси, где проживало еврейское население. Так и в местечке Камень оккупанты организовали гетто. Евреи  прожили там всего два с половиной месяца — до среды 17 сентября 1941 года. Захватив деревню, немцы сразу же приказали евреям нашить на одежду желтые шестиконечные латы.
Сразу после оккупации начался открытый грабеж еврейских домов. Односельчане забирали у соседей-евреев всё, что хотели. Также разграбили и синагогу, стоявшую рядом с озером у базарной площади.

## Условия в гетто
Гетто не было ограждено и евреев оставили жить в своих домах, используя на сельхозработах.
Те жители местечка, которые сочувствовали евреям, помочь им не могли — это каралось смертью.

## Уничтожение гетто

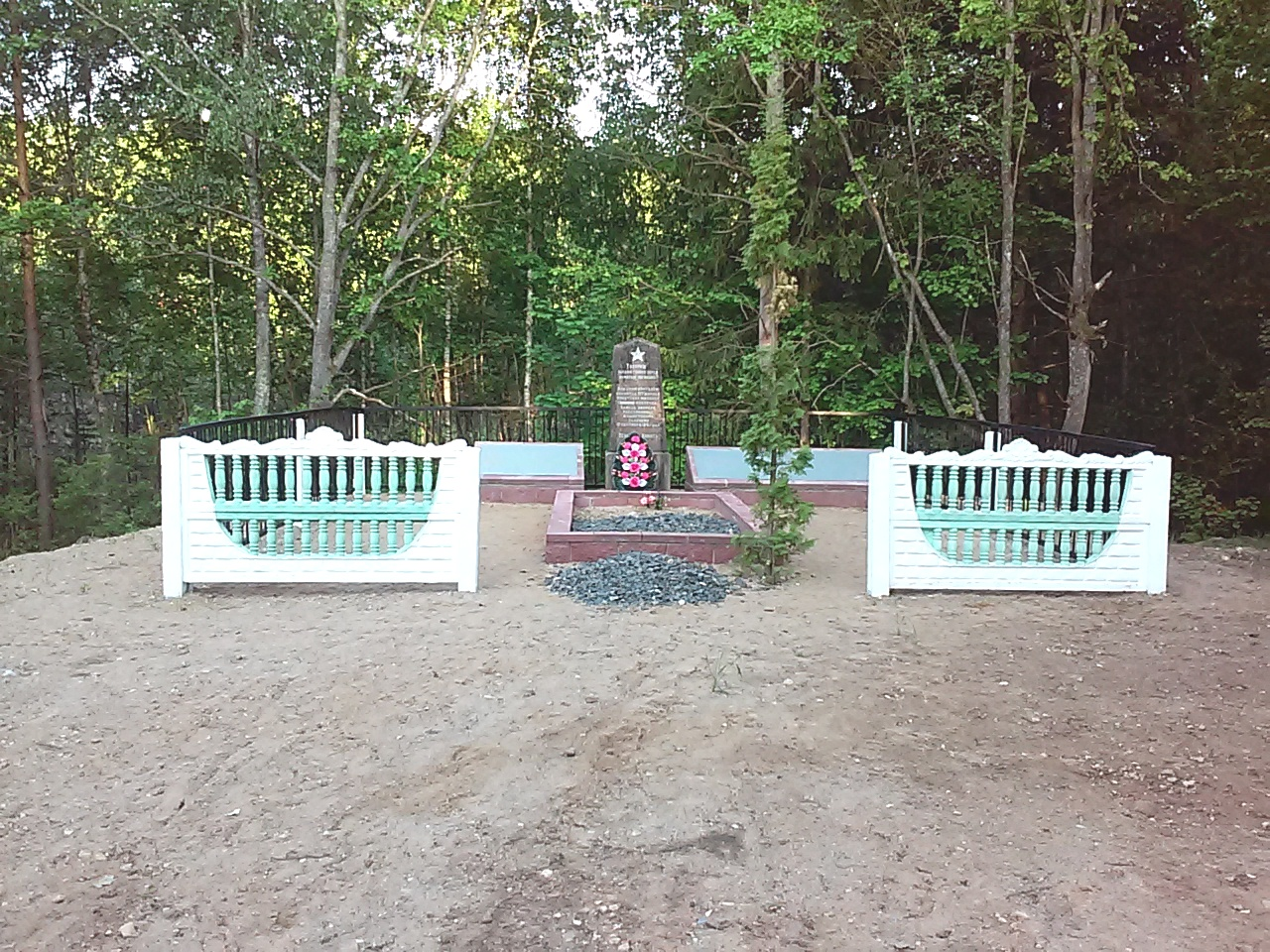
Мемориал евреям Камня после реконструкции

За несколько дней до запланированного полного уничтожения гетто евреям местечка объявили, что 17 сентября 1941 года их якобы переведут в Лепельское гетто. В приказе нацистов было указано, что если кто-то из семьи будет отсутствовать, то всю семью расстреляют.
17 (16) сентября 1941 года немцы согнали всех евреев местечка в один дом, где находилось производство по обработке шерсти. Когда всех вывели на базарную площадь и построили в колонну, люди начали кричать и отказывались идти — всем стало понятно, что поскольку до Лепеля больше 20 километров, то старики и дети не дойдут и, значит, их ведут куда-то недалеко. Затем немцы сначала вывезли в урочище Борки (менее километра от центра Каменя) на грузовике евреев-мужчин и заставили выкопать ямы.
Обреченных людей погнали в урочище Борки, а дряхлых стариков и самых маленьких детей везли на нескольких подводах. Конвой состоял из немцев и полицаев. Справа от урочища находилось озеро, слева — низина, а с двух сторон невысокие холмы, на одном из которых было старое деревенское кладбище. Каратели поставили со стороны кладбища пулемет, а со стороны другого холма — оцепление. Во время этой «акции» (таким эвфемизмом нацисты называли организованные ими массовые убийства) были расстреляны 177 (158) человек, многие из которых были закопаны ещё живыми.

## Случаи спасения
Моисей Аксенцев (Мейсе) — единственный, кто выжил во время расстрела. У края ямы он крикнул: «Разбегайтесь, спасайтесь!», ударил стоящего рядом полицая лопатой по голове, кинулся на другого, и в образовавшемся беспорядке подростки-мальчики начали разбегаться. Моисей нырнул в ледяную воду озера, сорвал камышину для дыхания и залег неглубоко на дне. Каратели, простреляв это место, ушли в уверенности, что он убит. Несколько месяцев Моисей прятался у одного крестьянина, а потом сумел найти партизан и до конца войны мстил за семью. Спасший его крестьянин был расстрелян, его жену отвезли в Лепель и подвергли публичной порке — но фамилия спасителей осталась неизвестной.
Ицхак Арад, директор израильского Музея Катастрофы и героизма «Яд Вашем» в 1972—1993 годах, в 15 лет бежавший из литовского гетто, в 16 — ставший партизаном в белорусских лесах, а после войны — генералом Армии обороны Израиля, писал: 

«Люди должны знать. Мы не шли на смерть покорно и безропотно. Мы оборонялись как могли. Часто голыми руками и почти всегда без чей-либо помощи».

## Память
Примерно в полукилометре севернее от деревни Камень, слева от дороги в урочище Борки на братской могиле евреев, которых 17 (16-17) сентября 1941 года гитлеровцы замучили и расстреляли, спасшийся Моисей с отцом Гирша Райхельсона (чьи родные тоже были убиты на этом месте) соорудил временный деревянный памятник и оградил могилу, чтобы там не пасся скот.
В 1966 (1967) году, когда Моисея уже не было в живых, на этом месте был установлен постоянный памятник жертвам Катастрофы. Гирш Райхельсон вместе с инженером-строителем Иосифом Михайловичем Рейтманом, чьи родственники тоже погибли в Камне, сделали проект и собрали деньги. Витебский облисполком дал разрешение на изготовление и установку памятника и ограды 5 на 7 метров. 29 августа 1966 года состоялось открытие памятника.
Через год у Гирша Райхельсона в Витебском облисполкоме в обмен на присвоение памятнику ранга официального «памятника жертвам фашизма» потребовали убрать из надписи слово «евреи» и переделать шестиконечную звезду в пятиконечную. Несмотря на категорический отказ, эти изменения были сделаны в середине 1970-х годов без согласия авторов памятника.
Опубликован неполный список жертв геноцида евреев в деревне Камень.